# Gongguan
Gongguan (chinois traditionnel : 公館鄉 ; pinyin : Gōngguǎn Xiāng) est une commune du comté de Miaoli située sur l'île de Taïwan, en Asie de l'Est.

## Géographie

### Situation
Gongguan est une commune rurale du centre du comté de Miaoli, sur l'île de Taïwan. Elle s'étend sur 71,452 3 km2, au sud-est de Miaoli, capitale du comté.

### Démographie
Au 1er janvier 2017, la commune de Gongguan comptait 34 210 habitants (479 hab./km2) dont 47,8 % de femmes.

### Topographie
Le relief de la commune de Gongguan est divisée en deux parties bien distinctes : la plaine de Miaoli, à l'ouest, et, à l'est, les monts Bajiaodong qui culminent au mont Bajiaodong (ceb) à 732 m d'altitude.

### Hydrographie
Dans sa partie Est, constituée d'un relief montagneux, Gongguan comprend un dense réseau de rivières et de ruisseaux qui alimente le fleuve Houlong. Le cours de ce dernier, long de 58 km, passe au sud et au nord-ouest de la commune, avant de se jeter dans le détroit de Taïwan, dans l'Ouest de la commune de Houlong.

## Économie
Gongguan est essentiellement une commune agricole de tradition rizicole. Suivant une stratégie économique de diversification, elle produit aussi des taros, des graines de lotus, du maïs, divers autres légumes, des plaquemines de Chine, des tangerines et des fraises. Du pétrole et du gaz naturel sont extraits de son sol, permettant le développement local d'activités industrielles, à côté d'un artisanat en déclin, centré sur la fabrication de céramique. Depuis le début des années 2000, des hectares du territoire de Gongguan sont consacrés à l'agritourisme,.